# Mihai Stelescu
Mihail Stelescu (n. 1907, Galați – d. 16 iulie 1936, București) a fost un român ziarist, politician naționalist de extremă dreaptă, legionar și deputat-legionar disident al Gărzii de Fier. Ca urmare a poziției anti Corneliu Zelea Codreanu, a fost asasinat pe un pat de spital la 16 iulie 1936 de un grup de 10 legionari care, după ce l-au împușcat, i-au ciopârțit cadavrul cu topoarele.

## Biografie
Născut la Galați, aderă din liceu la Legiunea Arhanghelul Mihail, devenind unul dintre cei mai importanți activiști din județul Covurlui, pentru care a fost decorat cu „Crucea Albă”, cea mai înaltă distincție legionară. 
După liceu urmează Facultatea de Drept și Facultatea de Litere din cadrul Universității din București.
În iulie 1932, la vârsta de 24 de ani, a devenit deputat legionar. După asasinarea lui I.G. Duca, Mihail Stelescu este judecat împreună cu Corneliu Zelea Codreanu, generalul Gheorghe Cantacuzino-Grănicerul, Nichifor Crainic și alți fruntași legionari, pentru conspirație criminală, fiind achitat. Memorialistica legionară lansează teza conform căreia Stelescu, convins de Siguranță, ar fi organizat un atentat împotriva Căpitanului dar, cel ales pentru a-l otrăvi pe Codreanu s-ar fi „autodenunțat” legionarilor, teză care nu a fost dovedită. 
Sub conducerea lui Zelea Codreanu, „Consiliul de onoare" al Legiunii, întrunit la 24 septembrie 1934, l-a declarat pe Stelescu „vinovat de înaltă trădare față de Legiune și Căpitan” și a decis să-l excludă din „Mișcare” cu mențiunea Codrenistă: „Acord lui Stelescu dreptul ca-ntr-un viitor cât mai îndepărtat, care rămâne la aprecierea mea, să-și poată răscumpăra în fața aceluiași Consiliu de Onoare convocat de mine în acest scop, numai prin jerfă, onoarea pierdută și păcatul făptuit.”

## Șef de organizație
Stelescu a înființat organizația „Vulturii Albi”, care, în noiembrie 1934, și-a luat numele de „Cruciada Românismului”. În aceeași perioadă a înființat și ziarul omonim „Cruciada Românismului”, devenind directorul și redactorul acestei publicații. În paginile săptămânalului de luptă politică și spirituală Cruciada Românismului, Stelescu a dezlănțuit o amplă campanie împotriva lui Corneliu Zelea Codreanu, reluată de presa de mare tiraj, prin care Codreanu este făcut laș, desfrânat și slab orator. „Dacă ești așa un mare Căpitan, de ce nu ai zdrobit prin discursurile tale Camera? Cine te-a auzit?” , i-a reproșat el într-un articol.

## Asasinatul
În ziua de 16 iulie 1936, legionarul Ion Caratănase a adunat un grup de zece legionari, supranumiți „Decemviri”, hotărâți „să dea un exemplu istoric”: ei au intrat în incinta Spitalului Brâncovenesc din București, unde era internat Mihail Stelescu și, l-au asasinat cu zeci de focuri de armă. După moartea lui Stelescu, i-au ciopârțit cadavrul cu topoare apoi, ei s-au predat Poliției asumându-și întreaga răspundere a actului comis. Din cei 10 asasini, 8 au fost condamnați la muncă silnică pe viață, iar 2, la zece ani de închisoare.